# Muzeum evropských a středomořských civilizací
Muzeum evropských a středomořských civilizací (francouzsky: Musée des Civilisations de l'Europe et de la Méditerranée), známé též pod zkratkou Mucem, je státní muzeum ve francouzském městě Marseille. Slavnostně otevřeno bylo 7. června 2013 v rámci konference Marseille-Provence 2013, na níž bylo Marseille vyhlášeno Evropským hlavním městem kultury. V roce 2015 získalo muzejní cenu Rady Evropy. Muzeum je postaveno u vjezdu do přístavu, vedle pevnosti Fort Saint-Jean ze 17. století, s níž je propojeno lávkou dlouhou 130 metrů. Autorech architektonického návrhu muzea je Rudy Ricciotti. Muzeum se věnuje kultuře Středomoří od pravěku až do současnosti. Podle časopisu The Art Newspaper bylo v roce 2024 šedesátým nejnavštěvovanějším muzeem na světě, když přivítalo 1,3 milionu turistů.

## Galerie

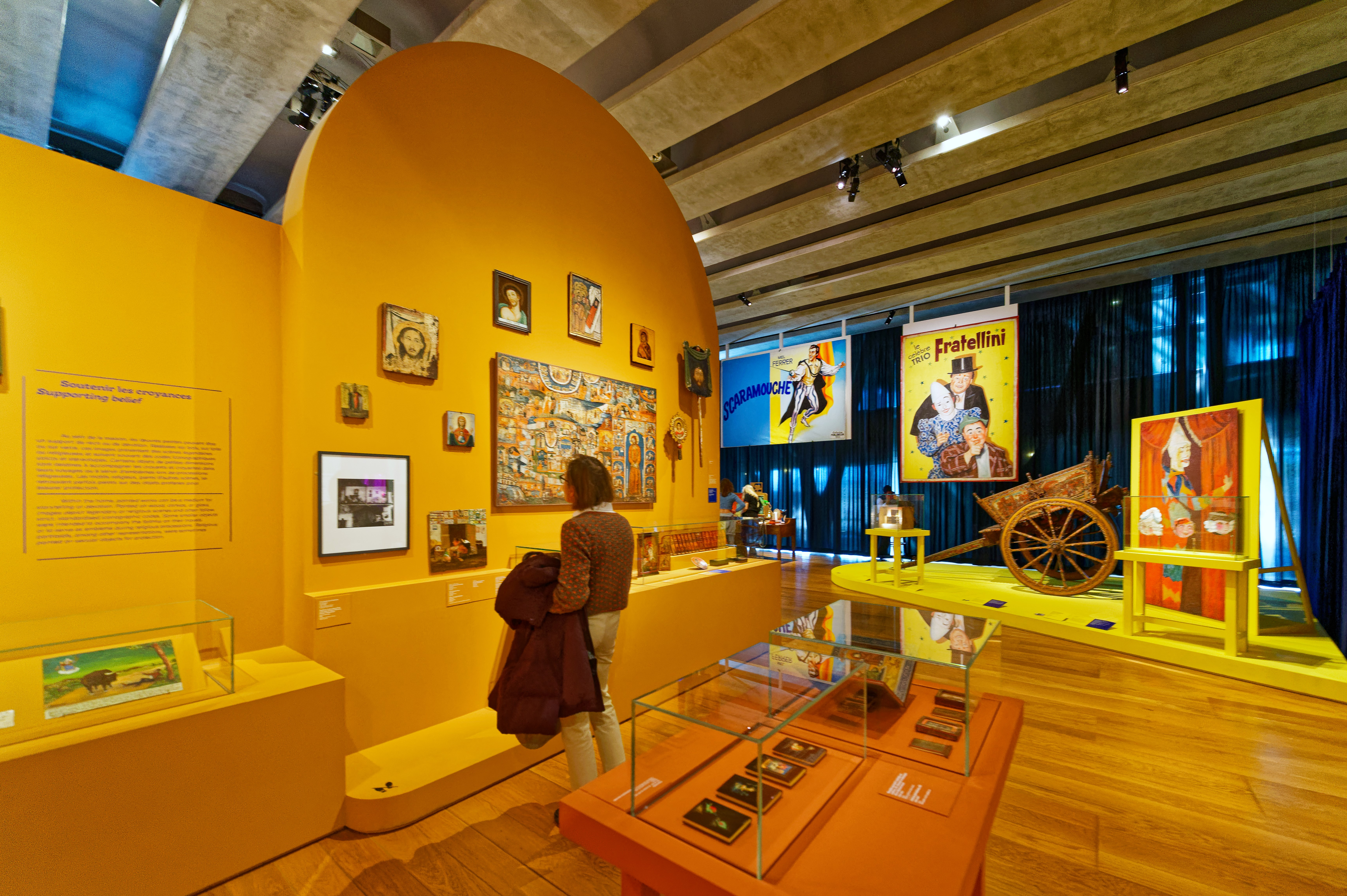
Interiér muzea
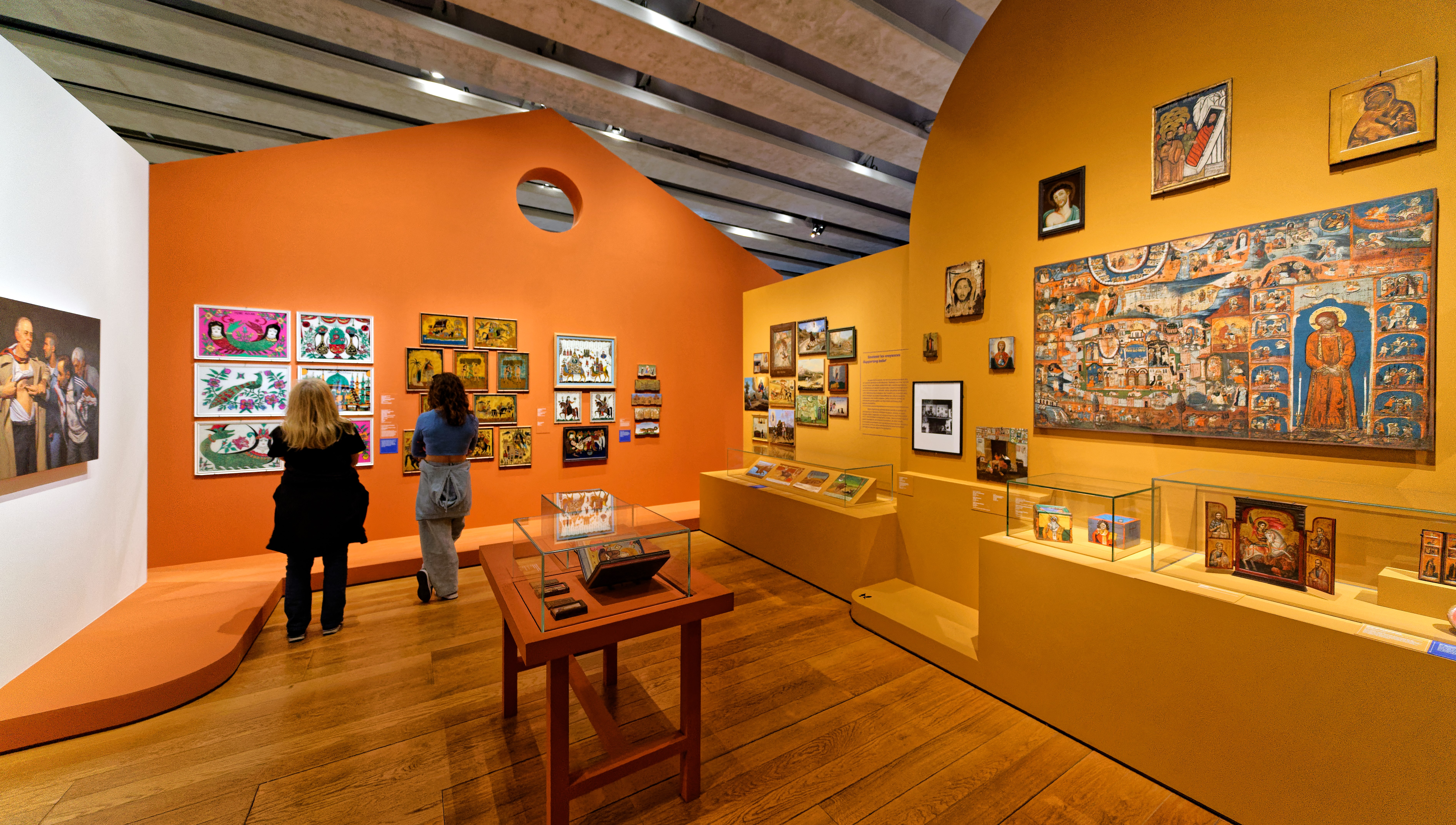
Interiér muzea
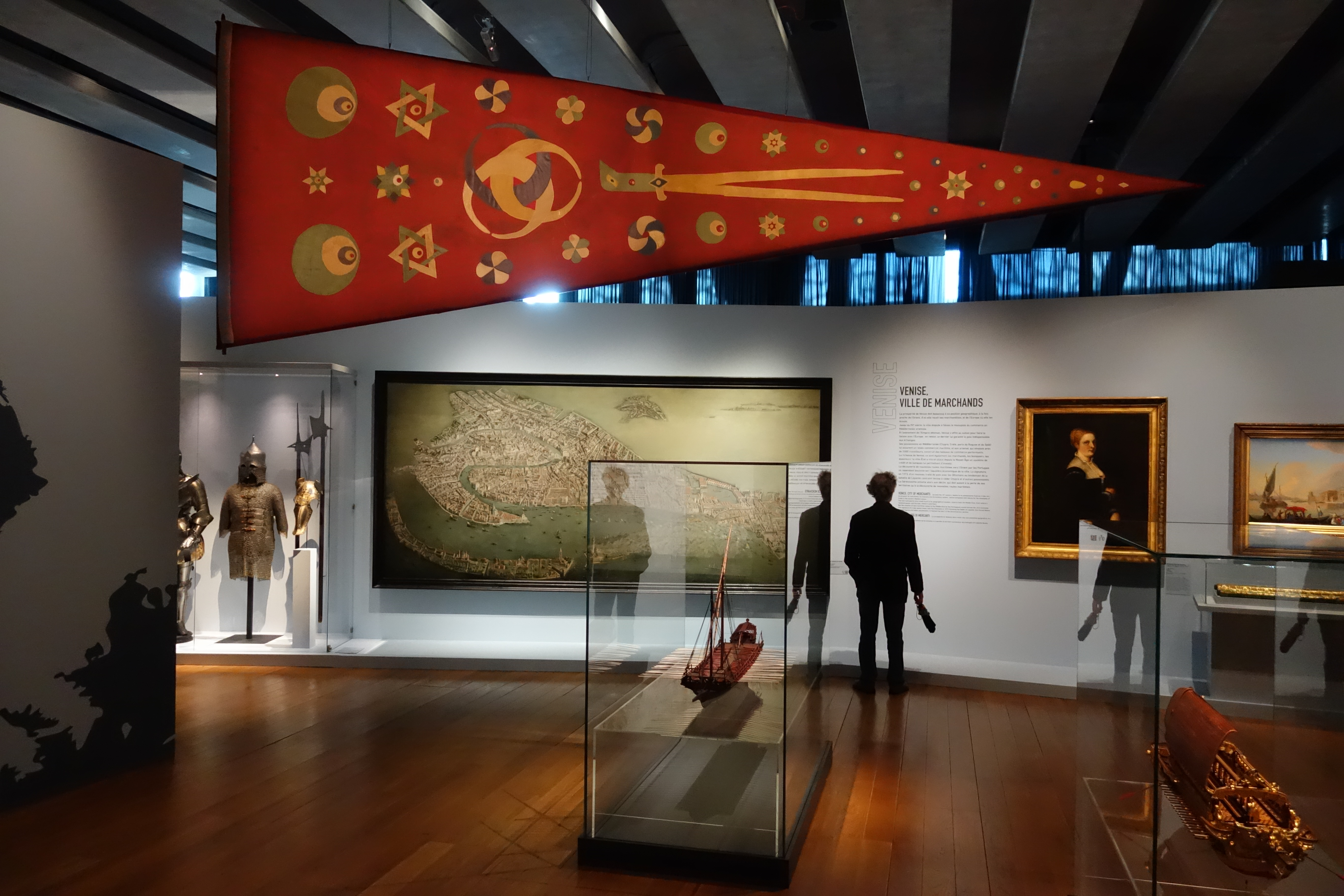
Interiér muzea